# Koń wielkopolski

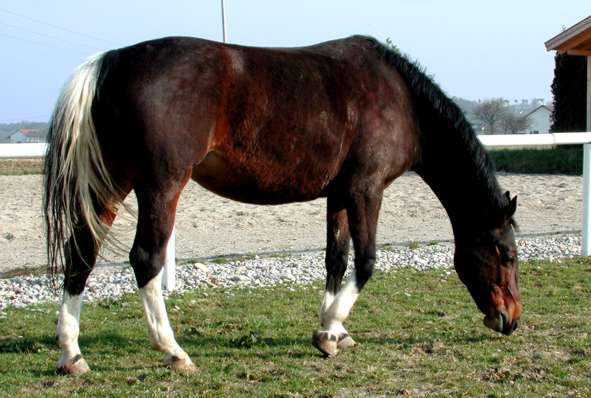
Klacz wielkopolska

Koń wielkopolski podczas lekcji jazdy konnej

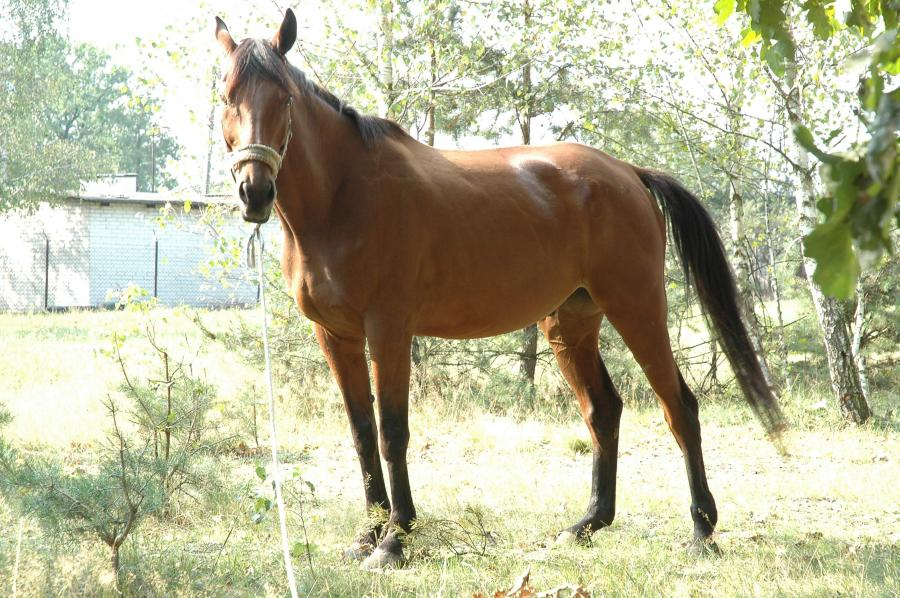
Koń wielkopolski

Koń wielkopolski – jest szlachetnym (gorącokrwistym) koniem wierzchowym, hodowanym w Polsce, użytkowanym w sporcie i rekreacji jeździeckiej. Rasa ta powstała na skutek uszlachetniania miejscowego pogłowia końmi niemieckimi i innymi zachodnimi na ziemiach dawnego zaboru pruskiego. Rasa wywodzi się z dawnych ośrodków hodowlanych w Sierakowie, Gnieźnie i Starogardzie.

Symbol rasy: "wlkp".

## Historia
Rasa powstała w wyniku połączenia w 1962 koni mazurskich, pochodzących od pozostałej na terenach Mazur po roku 1945 populacji koni trakeńskich i wschodniopruskich oraz lżejszej, bardziej szlachetnej odmiany poznańskiej, z większym udziałem krwi angloarabskiej i półkrwi angielskiej. Obydwie odmiany wywodziły się od koni trakeńskich i wschodniopruskich i powstały w XIX w. także przy udziale reproduktorów berbeckich, oldenburskich, meklemburskich i innych. Rasę uszlachetniano krwią angielską, półkrwią angielską i angloarabską.

## Pokrój
Koń w typie półkrwi angielskiej, podobny do trakeńskiego. Głowa szlachetna, szyja długa i prawidłowo osadzona. Właściwe dla koni wierzchowych długie łopatki, kłąb wyraźnie zaznaczony. Kłoda zwięzła, głęboka. Mocny, ścięty, doskonale umięśniony zad. Solidne, długie i suche kończyny, bez szczotek pęcinowych. Dobre chody, zadowalające zdolności skokowe. Występują wszystkie maści. Wysokość w kłębie: 165 cm i więcej. Obwód klatki piersiowej: 170-210 cm.

## Hodowla
Rasa wielkopolska jest najliczniejszą rasą koni półkrwi w Polsce. Do ksiąg stadnych w 2010 było wpisanych 2304 klaczy i 70 ogierów. Główne ośrodki hodowli to stadniny koni w: Racocie, Stadnina Koni Liski, Stadnina Koni Pępowo, Stadnina Koni Dobrzyniewo, Stadnina Koni Kadyny (zlikwidowana), Stadnina Koni Plękity(zlikwidowana), Stadnina Koni Rzeczna, Stadnina Koni Posadowo (zlikwidowana), Stadnina Koni Żołędnica (zlikwidowana).
Hodowców i miłośników konia wielkopolskiego zrzesza ZWIĄZEK HODOWCÓW KONI WIELKOPOLSKICH.